# Jeździec bez głowy (serial telewizyjny)
Jeździec bez głowy (ang. Sleepy Hollow) – amerykański serial telewizyjny wyprodukowany przez Fox. Serial miał swoją premierę 16 września 2013 roku. Serial jest w zamyśle współczesną adaptacją opowiadania Legenda o Sennej Kotlinie z 1820 roku, której autorem jest Washington Irving. Stacja Fox na początku października 2013 roku oficjalnie zamówiła 2 sezon Sleepy Hollow.
10 maja 2017 roku, stacja ogłosiła zakończenie produkcji po czterech sezonach

## Fabuła
Akcja serialu skupiona jest wokół Ichaboda Crane'a, który wraz z panią porucznik ze Sleepy Hollow rozwiązuje tajemnicze sprawy kryminalne wynikające z walki pomiędzy dobrem a złem.

## Obsada

### Główna
- Tom Mison jako Ichabod Crane
- Nicole Beharie jako porucznik Grace Abigail „Abbie” Mills
- Orlando Jones jako kapitan Frank Irving
- Katia Winter jako Katrina Crane

### Drugoplanowa
- John Cho jako Andy Brooks
- Clancy Brown jako szeryf August Corbin
- Lyndie Greenwood jako Jennifer „Jenny” Mills, siostra Abbie
- Richard Cetrone, Jeremy Owen, Craig Branham oraz Neil Jackson jako jeździec bez głowy/Abraham Van Brunt
- D. J. Mifflin jako demon Moloch
- Nicholas Gonzalez jako detektyw Luke Morales
- John Noble jako Henry Parrish – samotnik posiadający specjalne moce, które są w stanie pomóc głównemu bohaterowi.
- Amandla Stenberg jako Macey, córka kapitana Franka Irvinga[3].
- Jill Marie Jones jako Cynthia, była żona Franka Irvinga i matka Macey[4].
- Matt Barr jako Nick Hawley[5]
- Aunjanue Ellis jako Lori Mills, matka Abbie i Jenny[6]
- Max Brown jako Orion[7]
- Steven Weber jako Thomas Jefferson, prezydent[8]
- Lance Gross jako Daniel Reynolds - agenta specjalny FBI i szef Abbie[9] (od 3 sezonu)
- Nikki Reed jako Betsy Ross[10] (od 3 sezonu)
- Shannyn Sossamon jako Pandora[11] (od 3 sezonu)
- Zach Appelman jako Joe Corbina, syn Augusta Corbina[12] (od 3 sezonu)
- James McDaniel jako Ezra Millsa, ojciec Abbie i Jenny[13] (od 3 sezonu)
- Janina Gavankar jako Diana, agentka specjalna Departamentu Bezpieczeństwa Wewnętrznego[14] (od 4 sezonu)

### Gościnne
- James Frain jako Rutledge – współczesny szlachcic przesłuchujący Ichaboda odnośnie do jego przeszłości. Skrywa on również sekret, który może wpłynąć na przyszłość Ichaboda.
- Victor Garber jako ojciec Ichaboda[15]
- Heather Lind jako Mary Wells, była żona Ichaboda[16]
- Michelle Trachtenberg jako Abigail Adams, żona Johna Adamsa[17]
- Johnathon Schaech jako Salomont Kent[18]
- Jaime Murray[19]

## Odcinki
| Sezon | Sezon | Odcinki | Oryginalna emisja   | Oryginalna emisja | Oryginalna emisja | Oryginalna emisja | Oryginalna emisja |
| Sezon | Sezon | Odcinki | Premiera sezonu     | Finał sezonu      | Premiera sezonu   | Finał sezonu      |                   |
| ----- | ----- | ------- | ------------------- | ----------------- | ----------------- | ----------------- | ----------------- |
|       | 1     | 13      | 16 września 2013    | 20 stycznia 2014  | 8 lutego 2014     | 3 maja 2014       |                   |
|       | 2     | 18      | 22 września 2014    | 23 lutego 2015    | 8 listopada 2014  | 28 lutego 2015    |                   |
|       | 3     | 18      | 1 października 2015 | 8 kwietnia 2016   | 13 listopada 2015 | 16 czerwca 2016   |                   |
|       | 4     | 13      | 6 stycznia 2017     | 31 marca 2017     | 16 lipca 2017.    | 27 sierpnia 2017  |                   |